# Muts (hoofddeksel)

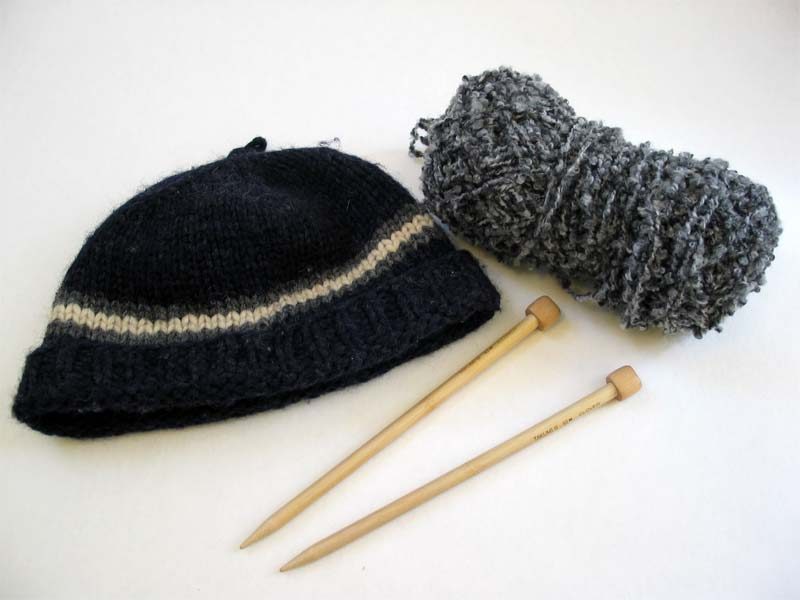
Gebreide muts, breinaalden en wol

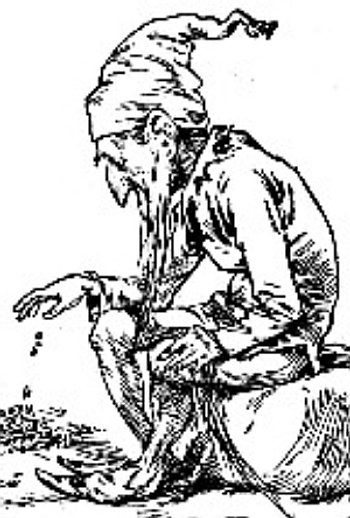
Kabouter met puntmuts

Een muts is een hoofddeksel, meestal van wol of acrylvezel gebreid of gehaakt, dan wel van bont vervaardigd.
De muts is vooral bedoeld als middel tegen de kou. De schaatsmuts is hierbij een karakteristieke variant. Andere redenen om een muts te dragen zijn bijvoorbeeld cosmetisch of modieus.
Een muts onderscheidt zich van een hoed of een pet doordat het de contouren van het hoofd volgt, en min of meer "om" het hoofd zit in plaats van erop ligt. Mutsen worden soms voorzien van logo's van sportverenigingen.
Ogenschijnlijk vormt de puntmuts, die vooral gedragen wordt door kabouters en kerstmannen, hierop een uitzondering. Het muts-gedeelte van de puntmuts volgt immers wel de contouren van het hoofd, terwijl nu juist het punt-gedeelte zich meer — als behoorde het tot een hoed — los van die contouren beweegt.

## Varianten
- Badmuts, variant van waterafstotend materiaal (bij voorkeur voor gebruik onder de douche of tijdens het zwemmen (ter bevordering van de aquadynamica of bescherming van haar en hoofdhuid tegen chloor, zeep en dergelijke).
- Berenmuts, zware uitvoering van de muts, met veel bont afgezet.
- Beanie, een wollen muts die (alleen) het haar bedekt (vanaf de haargrens op het voorhoofd tot en met de haargrens in de nek). Dit is met name in de jaren 2000 en de jaren 2010 een populair modeverschijnsel bij jongeren en jonge volwassenen; bekende dragers zijn bijvoorbeeld Colin Farell en Brad Pitt.
- Bivakmuts, een gezichtsbedekkende muts, waarbij uitsparingen zijn voor de ogen en soms ook de mond
- Bontmuts, variant met bont afgezet.
- Camauro
- Chullo, muts met oorflappen uit de Andes, ook wel flapmuts genoemd
- Frygische muts
- IJsmuts, bedekt in ieder geval ook de oren, soms door middel van speciale flappen aan de zijkant.
- Mutsdas, een korte dubbellaags gebreide wollen sjaal, die om te vormen is tot muts.
- Oesjanka, Russische bontmuts zoals ook gebruikt door het Russische leger.
- Kaboutermuts (gedragen door de speltak "kabouters" bij Scouting Nederland)
- Koksmuts
- Puntmuts, gedragen door "echte" kabouters en de kerstman, maar ook bijvoorbeeld feeën. Tovenaars en heksen dragen puntmutsen in folkloristische verhalen.
- Slaapmuts
- Tuque, een zwaar uitgevoerde, in Canada populaire muts, vergelijkbaar met maar zwaarder dan de in Nederland gangbare muts die in de winter tijdens het schaatsen wordt gedragen. Hoewel toque een veelgebruikte spelling is in Canada, is de oorspronkelijke spelling tuque. Op een Canadese toque (of tuque) worden vaak reclame-uitingen bevestigd, zoals het logo van een favoriete sportclub.

## Afbeeldingen

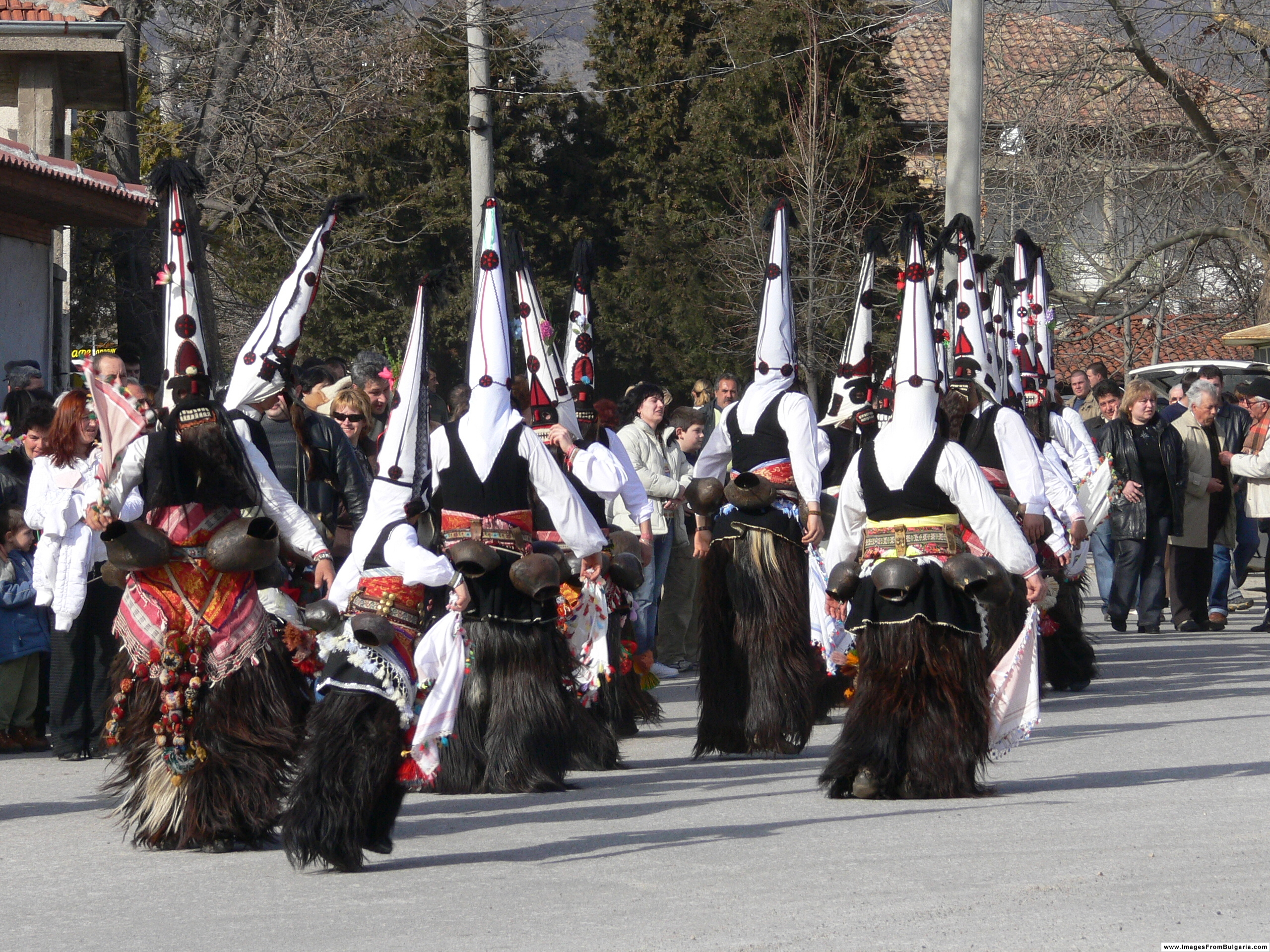
Kukeri met puntmutsen
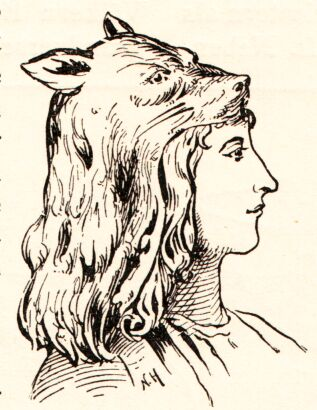
Griekse muts van bont, 1902
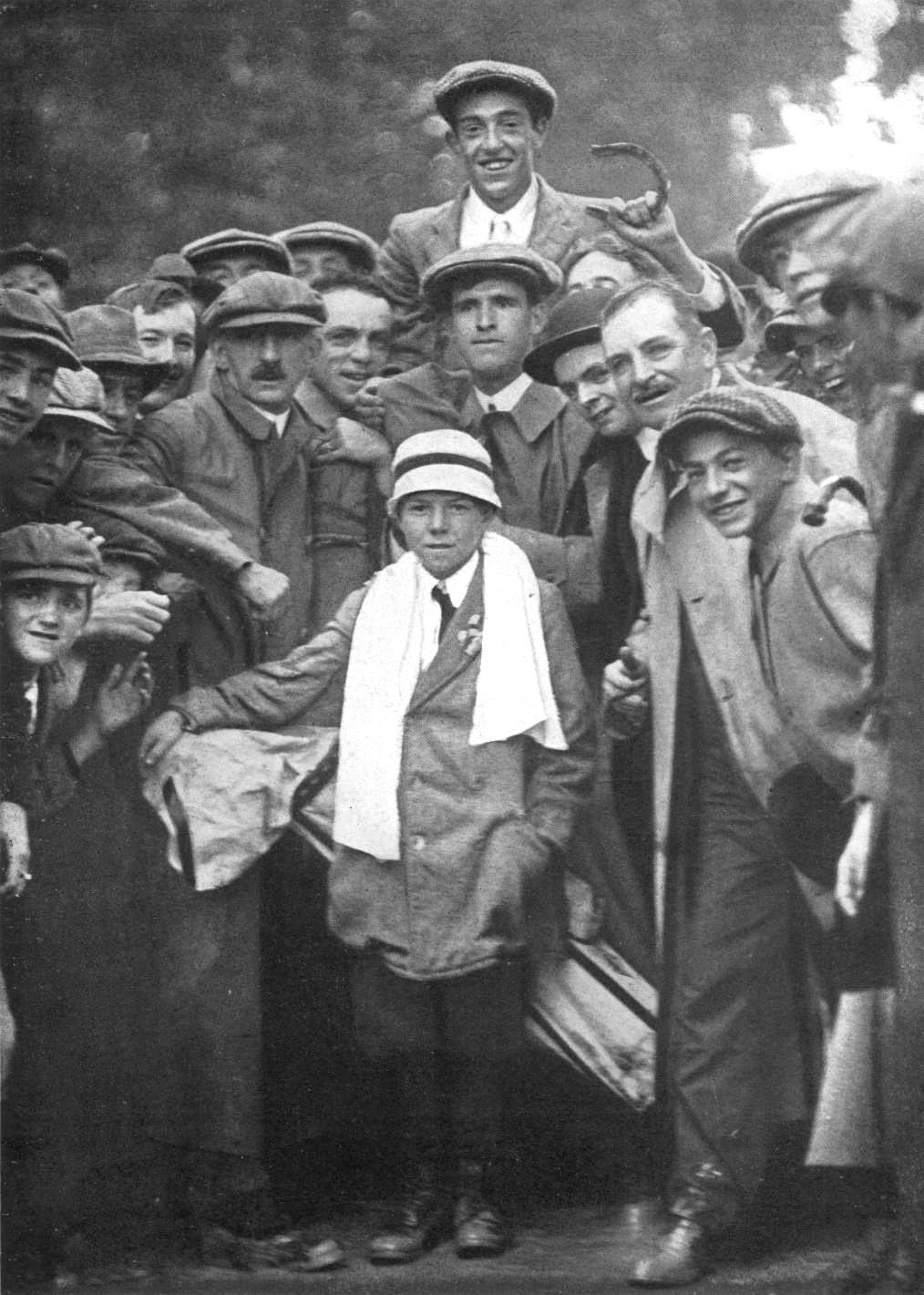
Afbeelding uit 1913
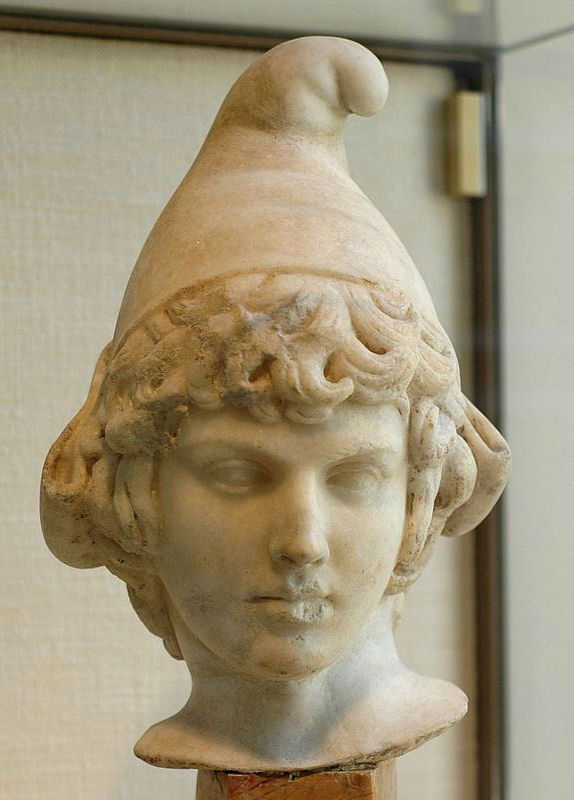
Buste van Attis met Frygische muts, 2e eeuw
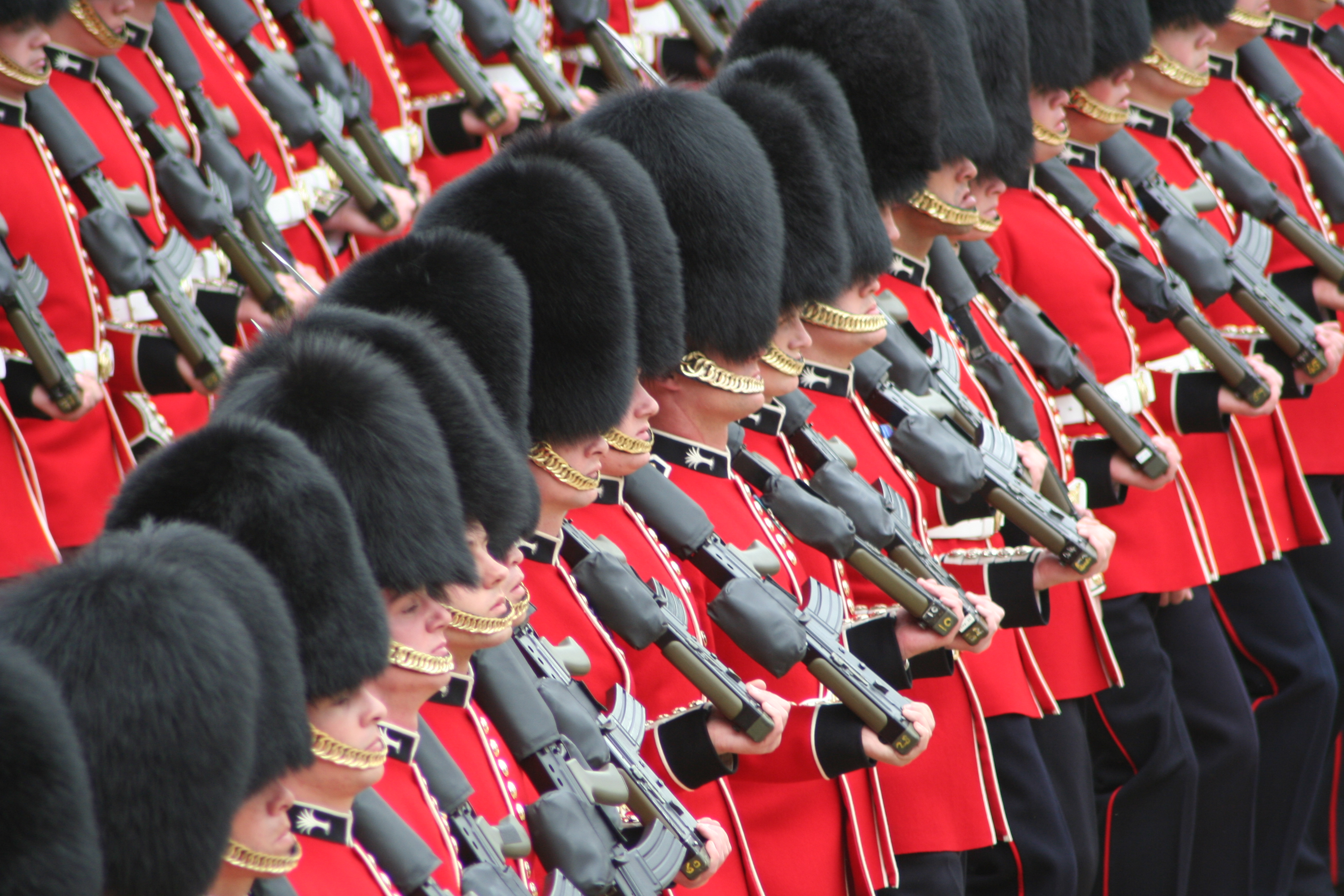
Soldaten met berenmuts
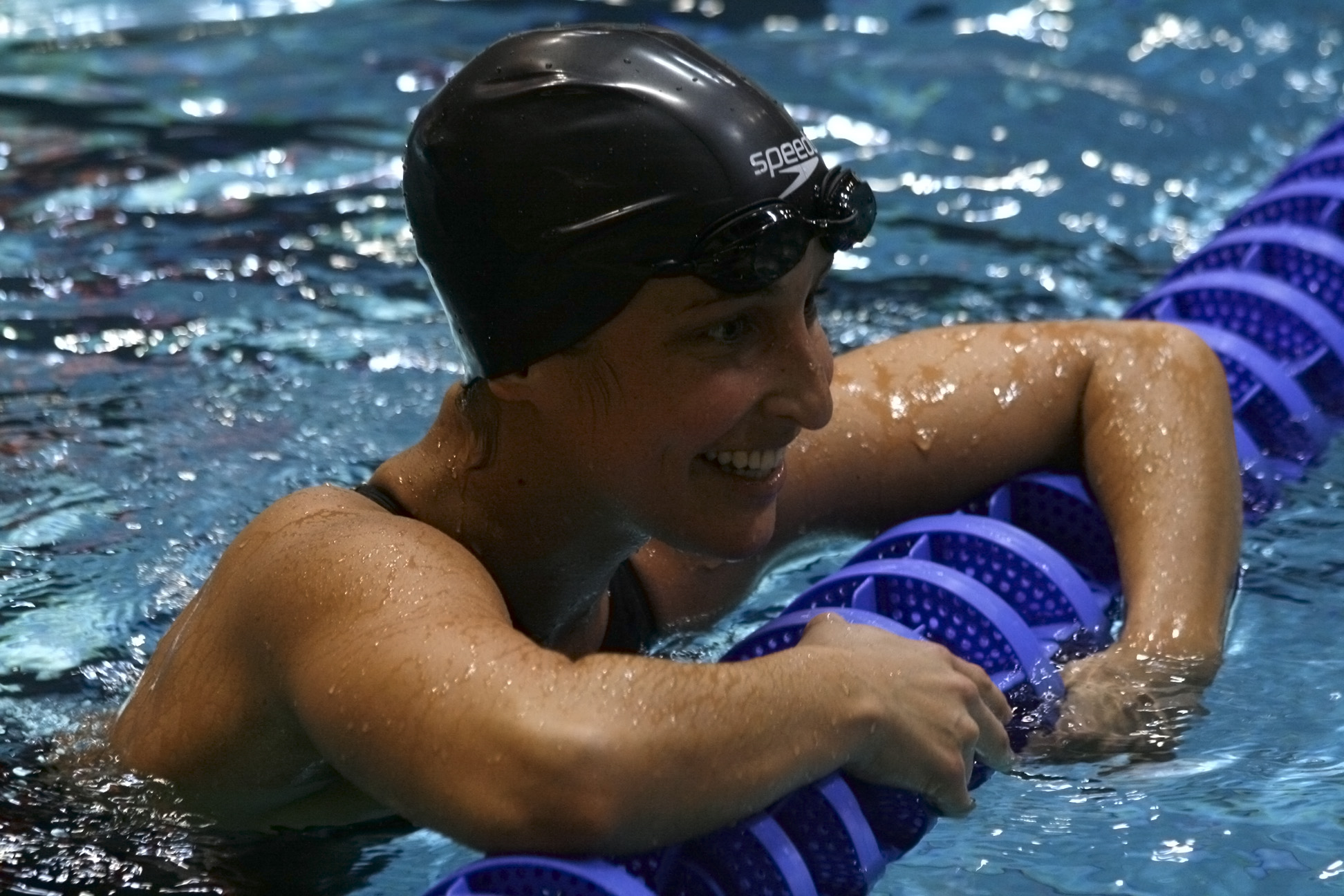
Zwemmer met badmuts
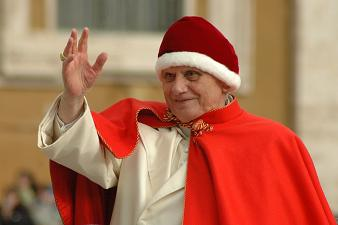
Paus Benedictus XVI herstelde de camauro in ere
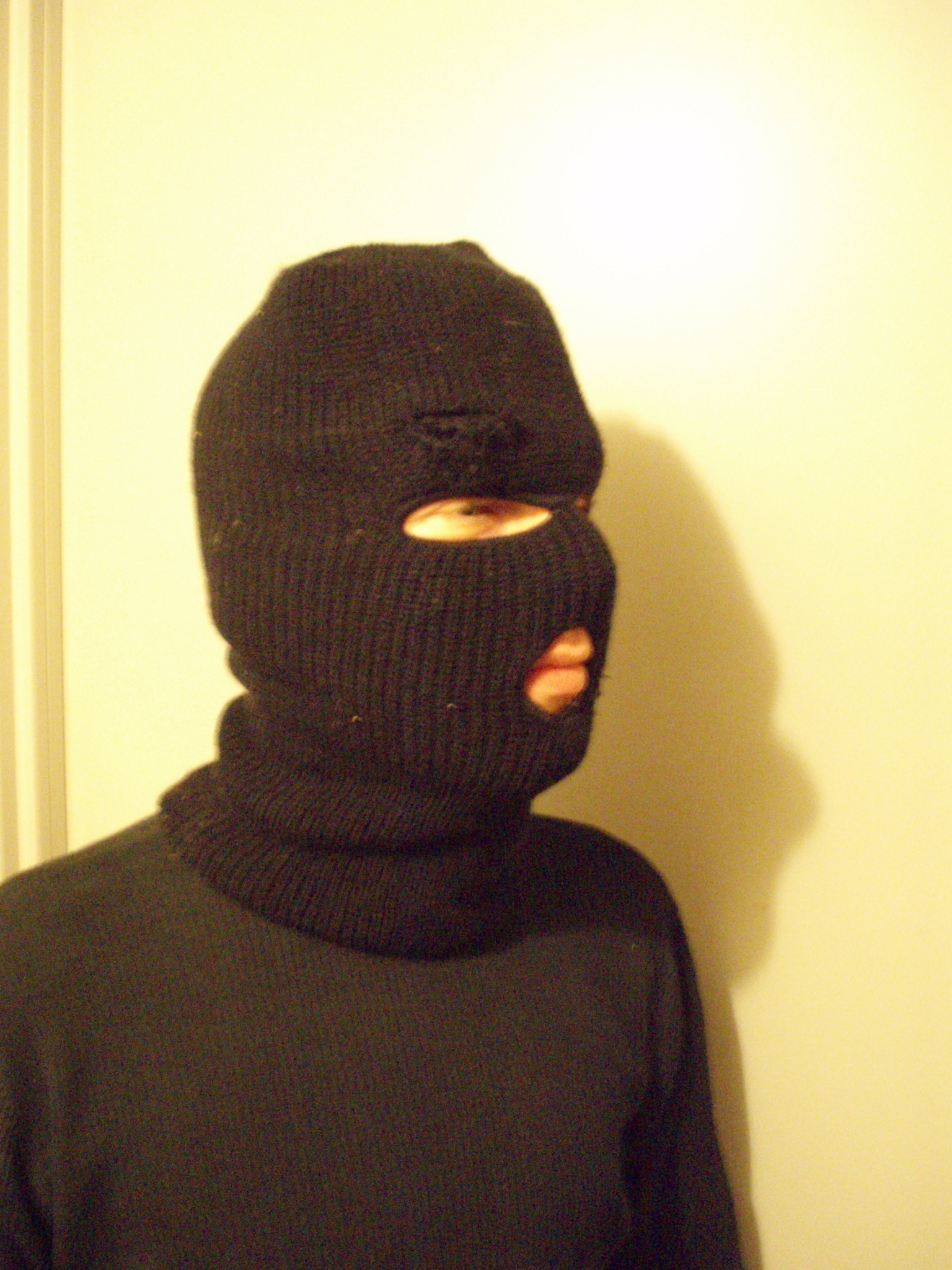
Bivakmuts
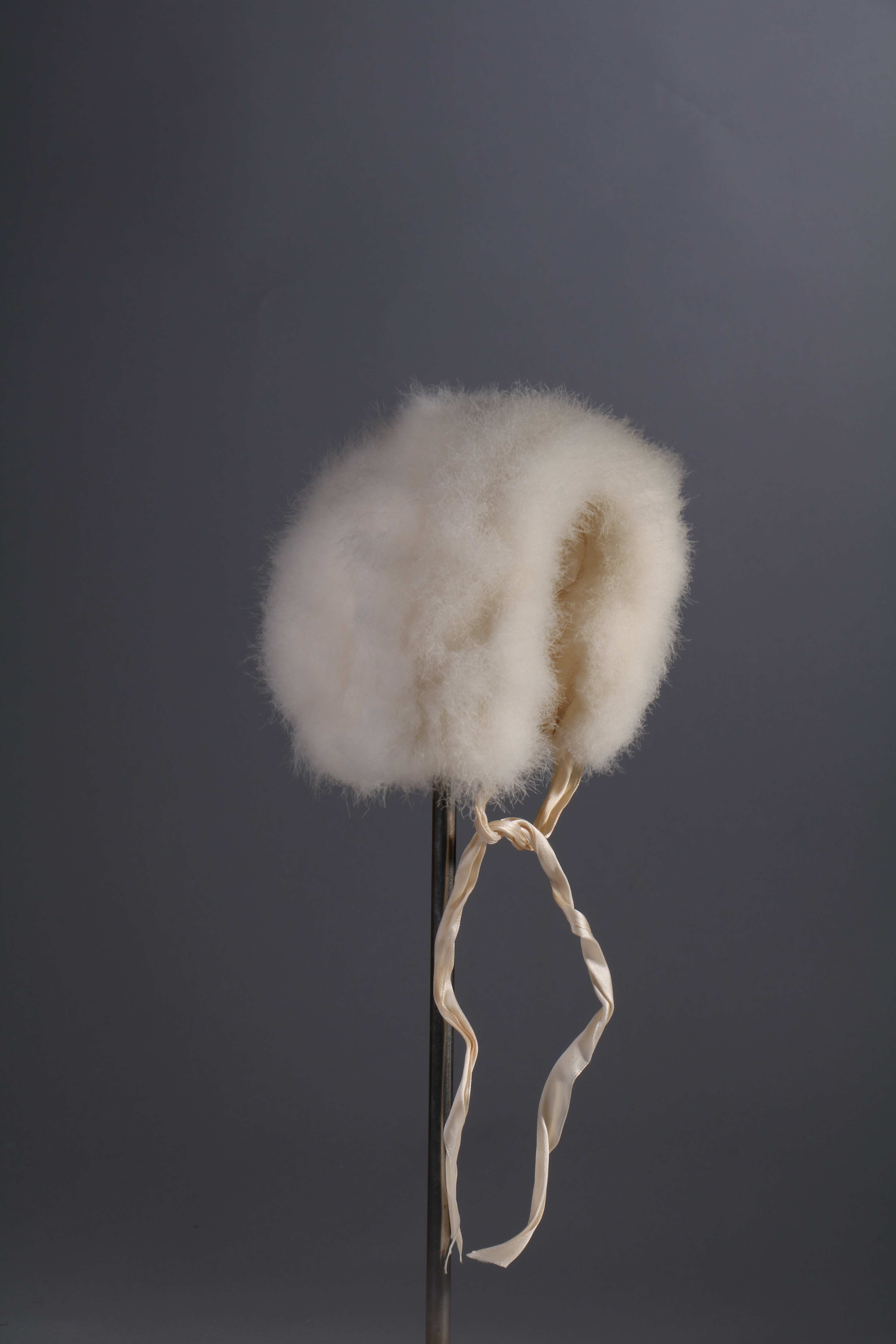
Doopmuts in zwanendons, 1945-1950, MMH.2003.0489, Modemuseum Hasselt

## Trivia
- Vanwege de vorm wordt muts ook gebruikt voor de vagina en in het verlengde hiermee als pars pro toto voor een onhandige of domme vrouw.